# Hakea bakeriana
Espèce
Classification phylogénétique
Hakea bakeriana est une plante buissonnante du genre Hakea originaire des zones forestières des régions côtières du centre (entre Newcastle et Hawkesbury River de la Nouvelle-Galles du Sud.
Adulte, la plante mesure environ 1 à 2 mètres de hauteur et de diamètre. Les fleurs blanc rosé à rose disposées en grappes axillaires apparaissent de la fin de l'automne au début du printemps. Elles sont suivies par des capsules ligneuses d'environ 7 cm de long et 4 cm de large. Les feuilles sont étroites et  mesurent jusqu'à 7 cm de longueur.

## Source
- (en) Cet article est partiellement ou en totalité issu de l’article de Wikipédia en anglais intitulé « Hakea bakeriana » (voir la liste des auteurs).